# 抱子甘藍
抱子甘蓝（學名： var. gemmifera）又稱球芽甘藍、布鲁塞尔芽菜，是甘蓝类 Gemmifera 品种群中的一员，因可食其芽而被人类栽植为一种蔬菜；此叶菜直径一般为1.5-4.0厘米，类似微型卷心菜，因在比利时布鲁塞尔长期流行而得名。
抱子甘蓝有许多俗稱，如：小洋白菜、小圓白菜、小捲心菜、芽甘蓝、子持甘蓝、小椰菜、椰菜仔、布鲁塞尔白菜、球衣甘藍，帶苦味，初次品嚐可能難以下嚥，但高溫烹煮可除去苦味。煮過的抱子甘藍在西餐中常做為配菜。

## 歷史
抱子甘蓝最早期種植記載是在古羅馬時代，發源於比利時，後傳至德國。
直至十九世紀，抱子甘蓝主要是在歐洲西北部栽培。其後傳至北美，到1920年代，於美國加州亦有種植。